# Conrad Christian Bøhndel
Conrad Christian August Bøhndel (Bøndel) (7. marts 1779 på gården Store Tønde i Hostrup Sogn, Slogs Herred – 18. december 1847 i Slesvig by) var en dansk maler og litograf.
Bøhndel kom som ungt menneske til København for at uddannes til kunstner ved Kunstakademiet og hørte til kredsen omkring Caspar David Friedrich og sluttede venskab med Philipp Otto Runge, da denne kom til København i 1799. Efter at have vundet den store Sølvmedalje i 1799 foretog han med kongelig understøttelse en udenlandsrejse, der varede fra 1806 til 1810, da han ved hjemkomsten foreviste en del i 1811 udstillede arbejder. Uagtet Akademiet savnede korrekthed i tegningen og harmoni i farven, erkendte det dog så meget godt i hans billeder, at han agreeredes i 1812 og året efter blev medlem på bygmester C.F. Hansens og grev Schimmelmanns portrætter. Han synes nu at have levet i Slesvig By, hvor han bl.a. udførte litograferede blade efter Hans Brüggemanns altertavle, 1824-32 gengav han tavlens komposition i 34 plancher, med en på tysk oversat tekst af Høyen, et for den tid respektabelt arbejde. For øvrigt havde han et i sin tid anset navn som portrætmaler. I 1843 udstillede Geskel Salomon som et af sine første arbejder hans portræt, men da denne også var født sønderjyde, har Bøhndel ikke haft nødig at være i København på den tid. Han var gift med en enke efter en vis Duhn, Anna Maria født Kruck, og døde i Slesvig By 18. december 1847.